# وییتا (کوندینامارکا)
وییتا (کوندینامارکا) (به اسپانیایی: Villeta, Cundinamarca) یک سکونتگاه مسکونی در کلمبیا است که در بخش کوندینامارکا واقع شده‌است.

## خصوصیات
وییتا ۲۴٫۳۴۰ نفر جمعیت دارد.